# Voivodato di Ciechanów

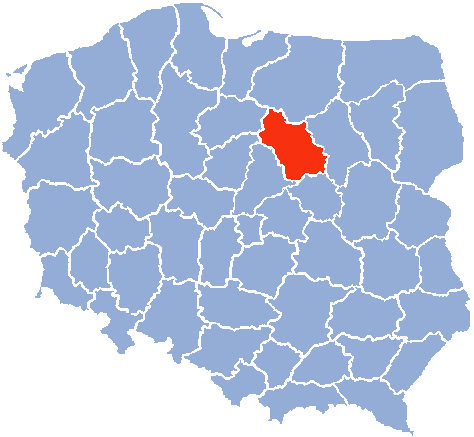
Voivodato di Ciechanów

Il voivodato di Ciechanów (in polacco: województwo ciechanowskie) fu un'unità di divisione amministrativa e governo locale della Polonia negli anni 1975 - 1998, creato con lo scorporamento del voivodato di Varsavia. Nel 1999 è stato sostituito dal voivodato della Masovia. La sua capitale era Ciechanów.

## Principali città (popolazione nel 1995)
- Ciechanów (46.600)
- Mława (29.800)
- Płońsk (22.700)
- Działdowo (20.700)